# Honda HA-420 HondaJet

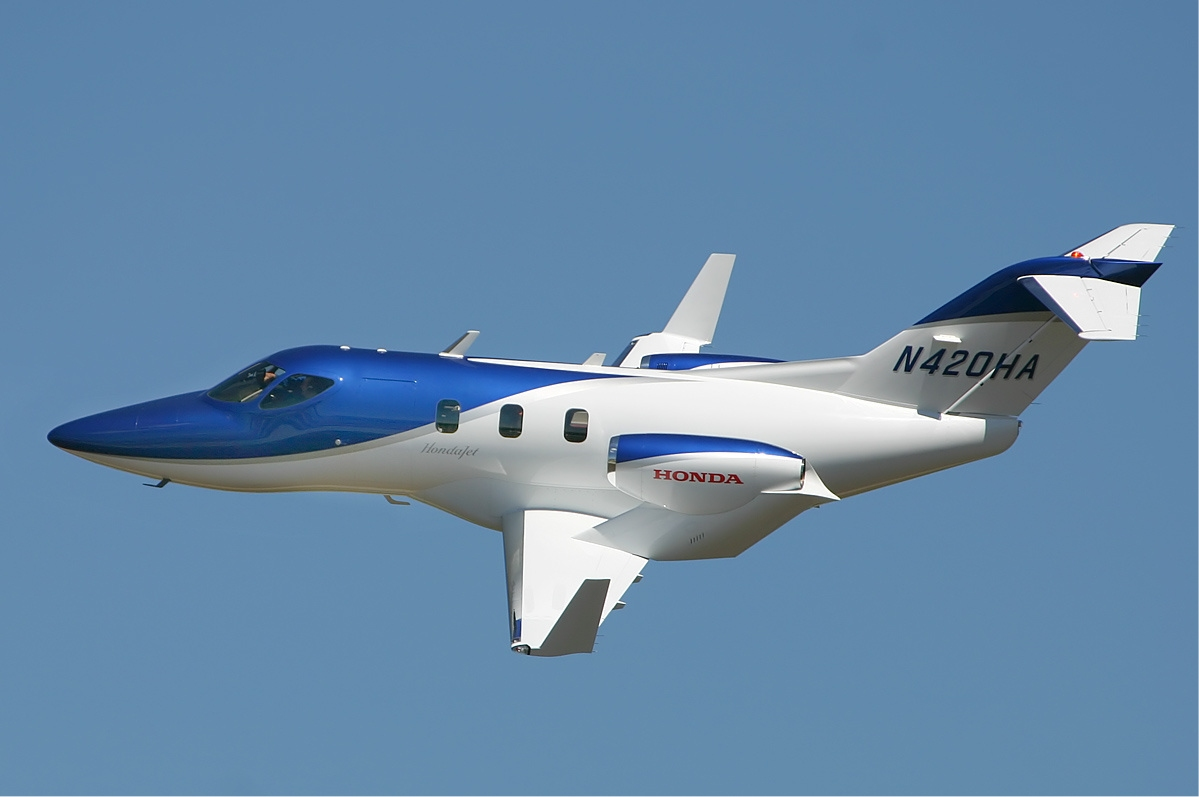

Honda HA-420 HondaJet är det första flygplanet som utvecklats av Honda Aircraft Company. Det är ett tvåmotorigt, sjusitsigt lätt affärsjet och det anses vara väldigt lätt. Det designades i Japan i slutet av 1990-talet och utvecklades och tillverkades i Greensboro, North Carolina i USA. Första flygningen genomfördes 2003 och leveranser påbörjades i december 2015.